# دروازه چوب بست
دروازه چوب بست مربوط به دوره افشار است و در شهرستان کلات واقع شده و این اثر در تاریخ ۲۳ فروردین ۱۳۴۶ با شمارهٔ ثبت ۶۶۷ به‌عنوان یکی از آثار ملی ایران به ثبت رسیده است.